# Stangenbeißen

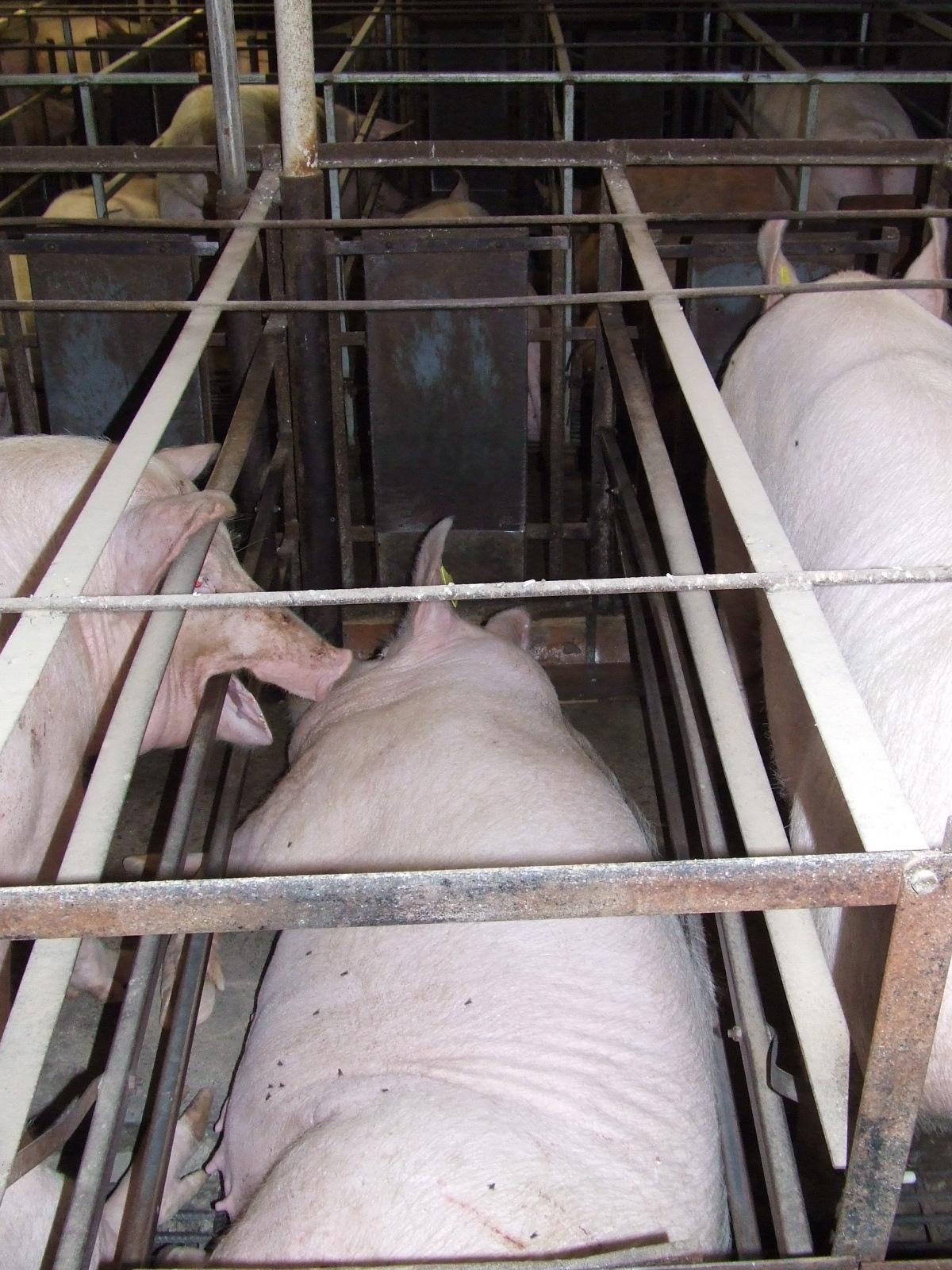
Aufnahme des Stangenbeißens im Kastenstand

Stangenbeißen ist eine Verhaltensstörung bei Schweinen, die häufig in der Schweineproduktion bei Sauen im Kastenstand auftritt. Das Stangenbeißen bezeichnet das Beißen an den Gitterstäben der Bucht oder der vorderen Abgrenzung des Kastenstandes. Unter Umständen kann sich die Verhaltensstörung zu einer Stereotypie entwickeln.
Als eine Ursache gelten fehlende Beschäftigungsmöglichkeiten und ein Mangel an Beschäftigungsmaterial in der meist einstreulosen Haltung, weshalb sich die Tiere mit den wenigen überhaupt möglichen Aktivitäten wie Stangenbeißen beschäftigen. Auch wird eine restriktive Nahrungsmenge als Ursache angesehen. Dafür spricht, dass das Stangenbeißen häufig nach, aber auch kurz vor und während der Fütterung auftritt.
Mit Maßnahmen für eine artgerechtere Haltung, etwa durch das Anbieten manipulierbarer Gegenständen wie Stroh und weiches Kauholz oder durch eine abwechslungsreichere Haltungsumgebung, kann der Störung vorgebeugt werden.
Andere Verhaltensstörungen bei Schweinen, die auf ähnliche Ursachen zurückzuführen sind, sind Trauern, Leerkauen und Weben. Tierrechtsorganisationen wie die Albert Schweitzer Stiftung für unsere Mitwelt kritisieren, dass die Störungen in der Massentierhaltung für eine höhere Produktivität in Kauf genommen werden.